# 桜の聖母学院中学校・高等学校
桜の聖母学院中学校・高等学校（さくらのせいぼがくいんちゅうがっこう・こうとうがっこう）は福島県福島市野田町七丁目にある私立中学校・高等学校（女子校）。

## 概要
設置者は学校法人コングレガシオン・ド・ノートルダムで、2008年（平成20年）に「学校法人桜の聖母学院」に学校法人明治学園が合併し法人名を変更した。
学校法人コングレガシオン・ド・ノートルダムが福島市内に置く教育機関としては、花園町に桜の聖母短期大学、桜の聖母学院小学校、桜の聖母学院幼稚園がある。
中学校と高等学校の校舎も開設当初は花園町にあったが、生徒数増加のため、1975年（昭和50年）に福島市野田町に移転した。しかし、生徒数の減少と建物の老朽化のため、花園町に再び集約し移転する構想がある。

## 設置学科
- 普通科
  - 特別進学コース
  - 総合進学コース

## 沿革
- 1949年 - 桜の聖母学院中学校を開設[1]。
- 1952年 - 桜の聖母学院高等学校（全日制普通科）開設[1]。
- 1975年 - 現在地に移転する。

## 進路概況
- 桜の聖母短期大学（系列校）やキリスト教系の大学への進学者が多い。
- 国公立大学の合格者数は、例年10人前後である。2010年には初の東京大学への合格者を輩出した。

## 部活動
運動部
- 剣道部
- 新体操部
- バレーボール部
- バスケットボール部
- 卓球部
- 水泳部
- ソフトテニス部
- 陸上部
- サッカー部

文化部
- 放送部
- 吹奏楽部
- 新聞部
- 美術部
- ダンス部
- 理科部
- インターアクト部
- 音楽部（合唱）
- 華道部

## 著名な出身者
- 一谷伸江 - タレント
- 齋藤舞 - 女優
- 白羽ゆり - 元宝塚歌劇団雪組・星組トップ娘役
- 菅野恭子 - バスケットボール選手
- 加藤和 - 競泳選手
- 菅野佐智子 - 衆議院議員
- 佐藤真瑚 - モデル

## 交通
- JR東日本・阿武隈急行・福島交通福島駅西口から徒歩約20分
- 福島交通路線バス、桜の聖母学院バス停下車徒歩約3分